# Bojovník
Bojovník (lapcímének magyar jelentése harcos) a csehszlovák hadsereg szlovák nyelven megjelenő egykori napilapja. Első lapszámát 1945. június 27-én adták ki. A 20 000 példányszámban megjelenő lapot 1946 végén megszüntették, három lap egyesítésével (Bojovník, Svobodné Československo, Obrana vlasti) 1947. január 1-jétől szlovákul Obrana ľudu, csehül Obrana lidu lapcímmel jelent meg.